# Quando verrà la pioggia
Quando verrà la pioggia (The Intended) è un film del 2002 diretto da Kristian Levring.

## Trama
Nel 1924 un topografo giunge insieme alla sua fidanzata nella giungla della Malesia per la costruzione di una nuova strada. Entrambi verranno ospitati dalla signora Jones, che detiene il controllo del traffico d'avorio sull'area. L'equilibrio della piccola comunità, cui fanno parte Mrs Jones, il prete, la balia, William e Norton, viene smorzato quando la stessa signora Jones viene uccisa per mano di suo figlio William. Per la giovane coppia non rimane altro che andarsene non appena verrà la pioggia che ingrosserà nuovamente il fiume attraverso cui sono arrivati colmi di speranze.